# Pogost (Kholmogory)
Pogost (en russe : Погост) est un hameau russe du raïon de Kholmogory dans l'oblast d'Arkhangelsk. Sa population s'élevait à 9 habitants au recensement de 2021.

## Géographie
Pogost est située dans le centre-nord de l'oblast d'Arkhangelsk, un sujet de Russie européenne qui fait partie du district fédéral du Nord-Ouest. La localité se trouve dans le raïon de Kholmogory, un des raïons de l'oblast, avec le hameau de Kholmogory comme centre administratif.
Pogost, comme tout l'oblast d'Arkhangelsk, est située dans le fuseau horaire MSK (heure de Moscou). Le décalage horaire appliqué par rapport au temps universel coordonné est +03:00.

## Démographie
Recensements (*) ou estimations de la population,,,,:
| 1859 | 1905 | 2002* | 2010* |
| ---- | ---- | ----- | ----- |
| 46   | 76   | 29    | 13    |

| 2012 | 2021* | - | - |
| ---- | ----- | - | - |
| 22   | 9     | - | - |

## Culture locale et patrimoine
Le hameau possède l'église des Saints-Côme-et-Damien (aussi nommée de la Présentation-de-la-Paroisse-de-Kouria) de 1875, qui est classée comme objet patrimonial culturel de Russie d'importance régionale sous le no 291710752320005 depuis 1998.

L'église :
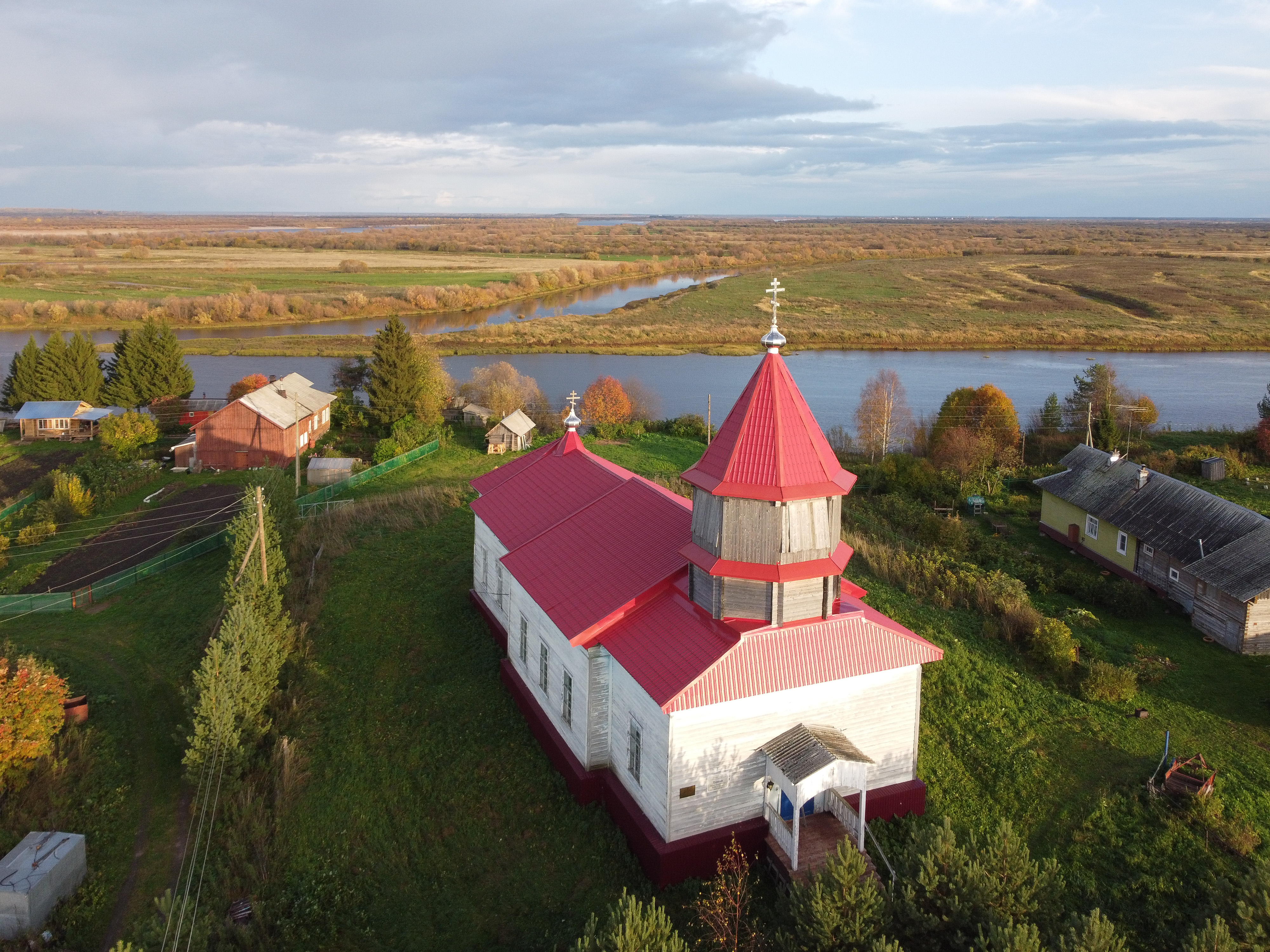
L'église vue de face.
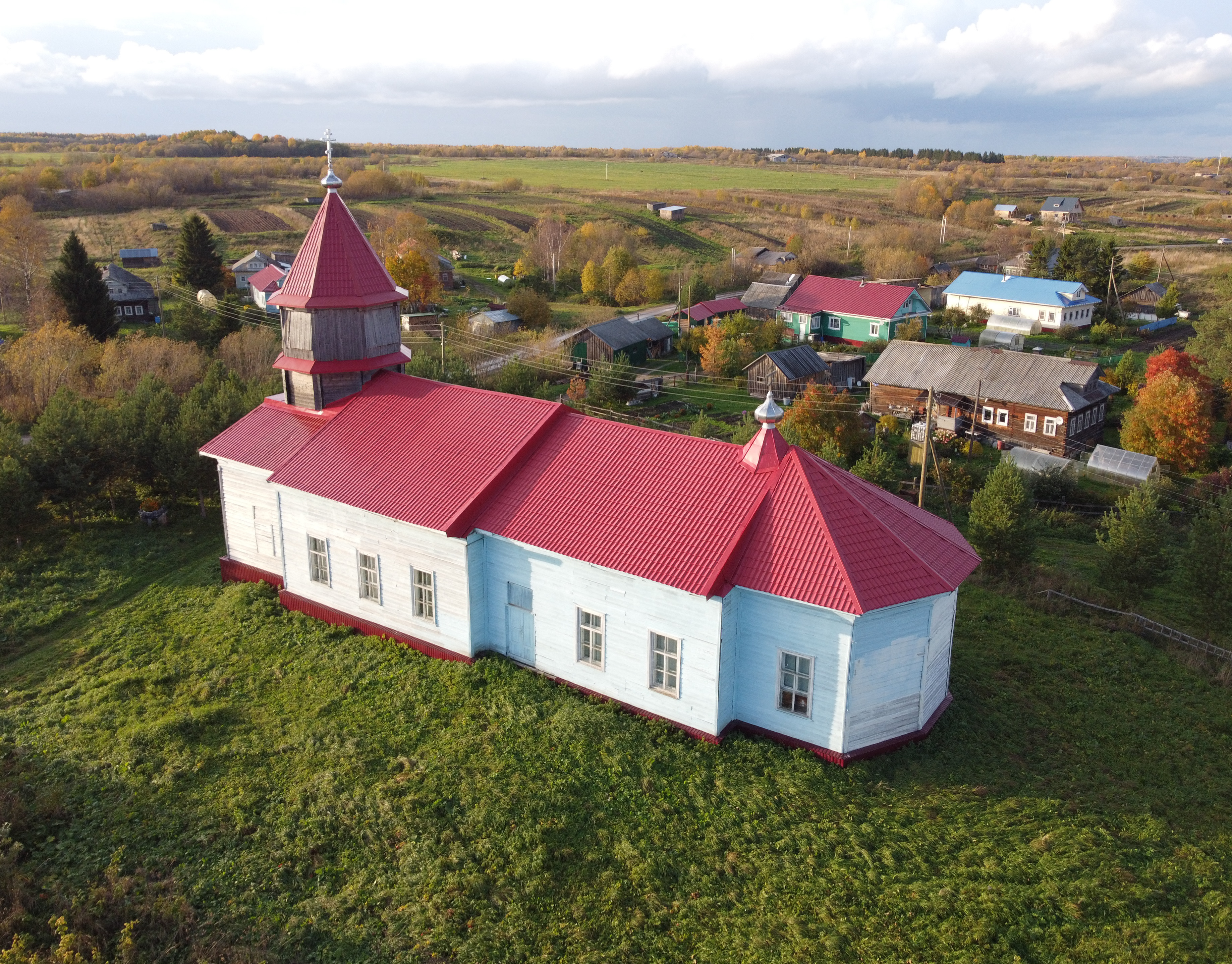
L'église vue de dos.
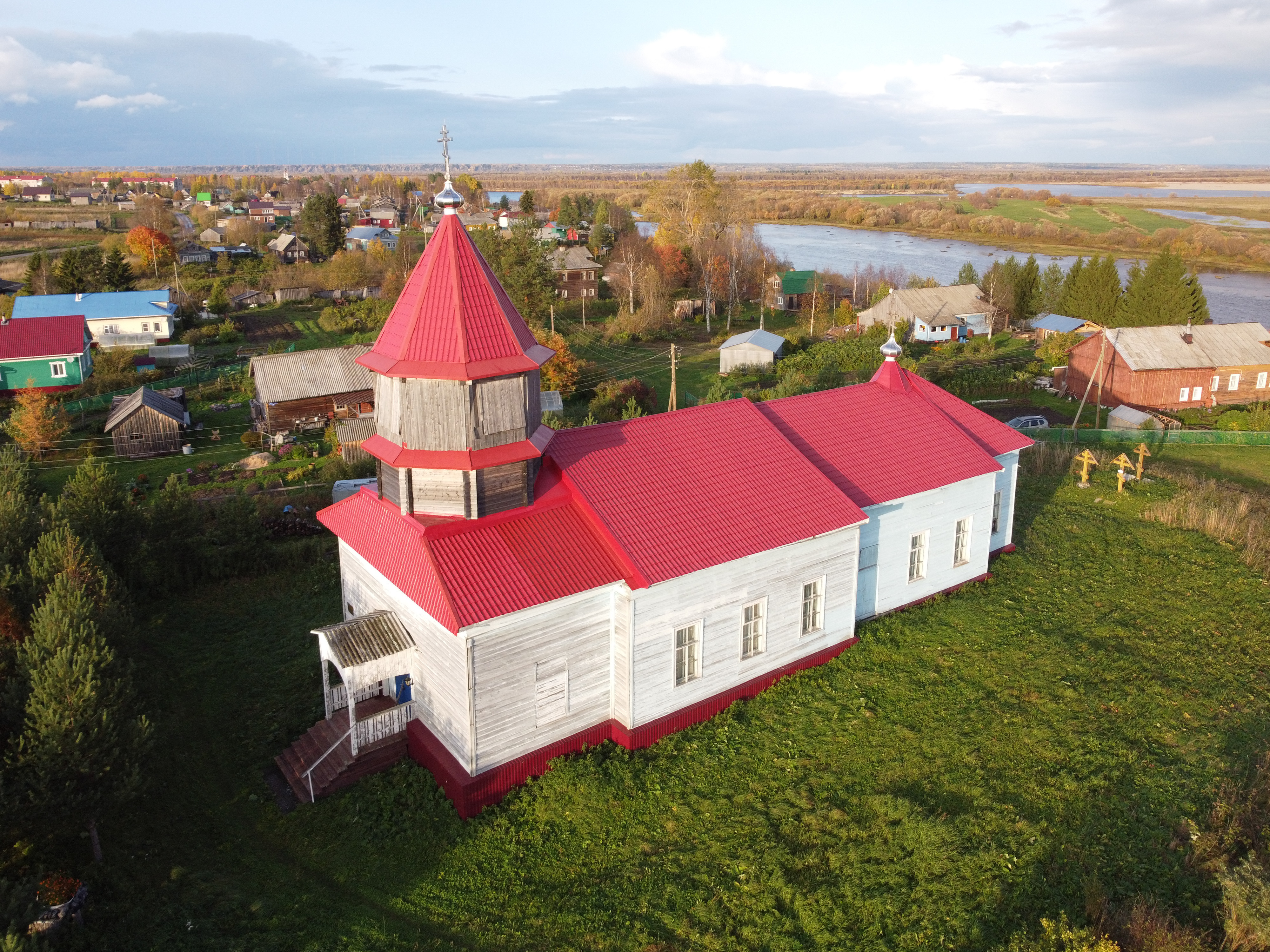
L'église vue de côté.